# Gesta Danorum

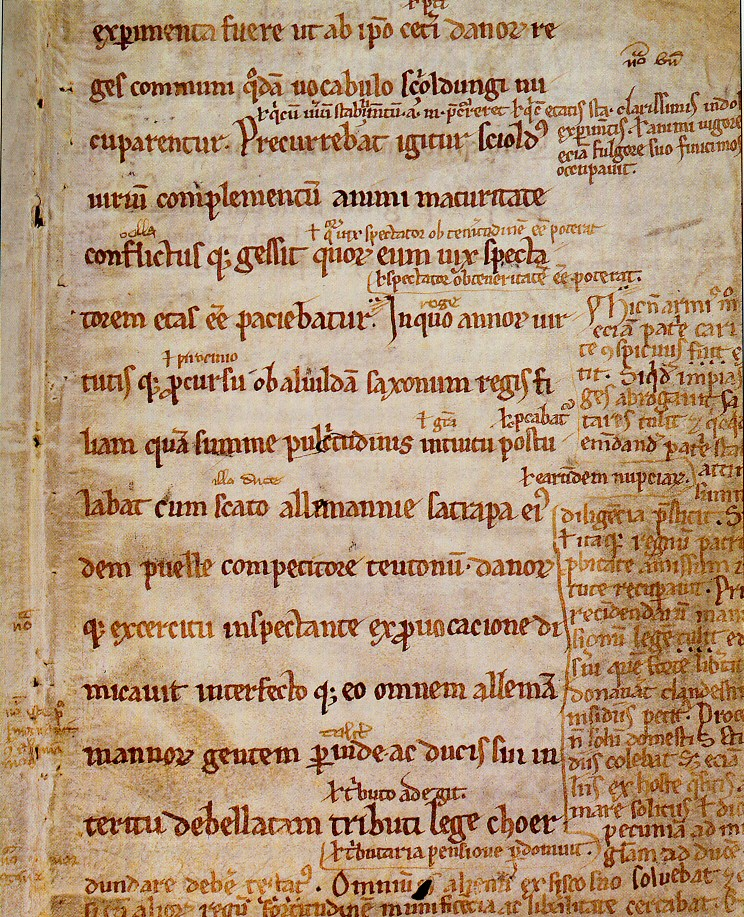
Gesta Danorum (fragment d'Angers), pàgina 1, frontal

La Gesta Danorum (també anomenada Història dànica o danesa) és un text del segle xii atribuït a l'historiador Saxo Grammaticus. Valdemar I de Dinamarca o algú de la seva cort, el va animar a escriure la història de Dinamarca, la seva pàtria. La Història danesa consta de setze volums, escrits en un llatí que ni és de l'era daurada ni el comú medieval. Inclou traduccions de peces vernacles que actualment reemplacen les originals perdudes. Així mateix, conté una descripció (bastant escèptica) de la religió dels avantpassats.
A més, en el tercer volum de la Gesta Danorum, figura una versió primitiva de la història de Hamlet (que va inspirar la més famosa obra de Shakespeare), el protagonista n'és Amlodi o Amleth.
Els setze llibres, en prosa, amb una incursió de tant en tant en la poesia, es poden classificar en dues parts: llibres 1-9, que s'ocupen de la mitologia nòrdica, i els llibres 10-16, que tracten de la història medieval. El llibre 9 acaba amb Gorm el Vell, el primer fet documentat del rei de Dinamarca. Els últims tres llibres (14-16), que descriuen les conquestes daneses a la costa sud del mar Bàltic i les guerres contra els pobles eslaus (les croades del nord), són molt valuosos per a la història d'Occident, de les tribus eslaves (eslaus, pomeranians) i del paganisme. El llibre 14 conté una descripció única del temple de l'illa de Rügen.
Quan va ser escrita fou objecte de nombrosos treballs, però, és generalment acceptat que la Gesta Danorum no s'havia acabat abans de 1208. L'últim esdeveniment descrit en l'últim llibre (llibre 16) és el rei Canut VI de Dinamarca sotmetent Pomerània pel duc Bogislaw, el 1186. Tanmateix, el prefaci de l'obra, dictada a l'arquebisbe Anders Sunesen, esmenta la conquesta danesa de les àrees al nord del riu Elba el 1208.
Els manuscrits originals dels treballs s'han perdut, a excepció de quatre fragments: el fragment d'Angers, el de Lassen, el de Kalle-Rasmussen i el de Plesner. El fragment d'Angers és el major fragment, i conté l'única certificació de ser de puny i lletra de Saxo. Els altres són còpies de 1275. Els quatre fragments són a la col·lecció de la Biblioteca Reial Danesa a Copenhaguen, Dinamarca.
La primera publicació amb la impremta i el més antic text conegut complet de l'obra de Saxo és d'edició llatina de Christiern Pedersen, impresa i publicada per Jodocus Badius a París, França, 15 març 1514, sota el títol de Danorum Regum heroumque Historiae ('Història dels reis i herois dels danesos'). L'edició conté el colofó següent: ...impressit a inclyta Parrhisorum acadèmic Iodocus badius Ascensius Idibus Martiis. MDXIIII. Supputatione Romana (els idus de març, 1514).

## Edicions
- Saxo Grammaticus: Gesta Danorum, Edició en línia.